# Список заслуженных мастеров спорта СССР (лёгкая атлетика)

Мария Шаманова (№ 48)

Заслуженный мастер спорта СССР — почётное пожизненное спортивное звание в СССР.
| 1934 год |                                                                          |            |                                 |                |                                     |                                                     |
| 1        | Безруков Александр Павлович (бег с барьерами)                            | 05.06.1934 | ??.??.1907 — ??.??.1979         | Киев           | военный округ                       | 9                                                   |
| 2        | Дёмин Александр Александрович (десятиборье)                              | 05.06.1934 |                                 | Москва         | ЦДКА                                | 11                                                  |
| 3        | Максунов Алексей Яковлевич (бег)                                         | 05.06.1934 |                                 | Ленинград      | «Динамо»                            | 12                                                  |
| 4        | Шаманова Мария Гавриловна (бег)                                          | 05.06.1934 |                                 | Москва         | «Медик»                             | 14                                                  |
| 5        | Маляев Александр Васильевич (бег)                                        | 05.06.1934 |                                 | Москва         | «Динамо»                            | 22                                                  |
| 1936 год |                                                                          |            |                                 |                |                                     |                                                     |
| 1        | Иоселиани Дмитрий Мелитонович (прыжки)                                   | ??.10.1936 |                                 |                |                                     | 36                                                  |
| 2        | Знаменский Серафим Иванович (бег)                                        | 08.12.1936 |                                 | Москва         | «Спартак»                           | 38                                                  |
| 3        | Знаменский Георгий Иванович (бег)                                        | 08.12.1936 |                                 | Москва         | «Спартак»                           | 39                                                  |
| 4        | Ляхов Сергей Тихонович (ядро)                                            | 08.12.1936 |                                 | Ашхабад        | «Динамо»                            | 45                                                  |
| 1937 год |                                                                          |            |                                 |                |                                     |                                                     |
| 1        | Турова Галина Филипповна (многоборье)                                    | 08.03.1936 |                                 |                |                                     | 58                                                  |
| 2        | Карпович Елена Ипполитовна (бег, высота, длина)                          | 08.03.1936 |                                 | Москва         | ЦДКА                                | 59                                                  |
| 3        | Озолин Николай Георгиевич (шест)                                         | 16.10.1937 |                                 | Москва         | «Динамо»                            | 65                                                  |
| 4        | Сергеев Иван Петрович (ядро)                                             | 16.10.1937 |                                 | Москва         | «Динамо»                            | 66                                                  |
| 5        | Люлько Роберт Давыдович (бег)                                            | 16.10.1937 |                                 | Москва         | «Динамо»                            | 67                                                  |
| 6        | Бункина (Минаева) Александра Захаровна (бег, ядро)                       | 16.10.1937 |                                 | Москва         | ЦДКА                                | 69                                                  |
| 1938 год |                                                                          |            |                                 |                |                                     |                                                     |
| 1        | Синицкая (Сивкова) Зоя Александровна (диск)                              | ??.11.1938 |                                 | Харьков        | «Динамо»                            |                                                     |
| 2        | Решетников Анатолий Дмитриевич (ядро)                                    | ??.11.1938 |                                 | Ленинград      | «Медик»                             |                                                     |
| 3        | Ластовка Зинаида Петровна (длина)                                        | ??.11.1938 | ??.??.1906 — ??.??.1988         | Ленинград      | «Сталинец»                          |                                                     |
| 1939 год |                                                                          |            |                                 |                |                                     |                                                     |
| 1        | Арбузников Николай Иванович (тройной)                                    | ??.07.1939 |                                 | Москва         | «Динамо»                            |                                                     |
| 2        | Мицис Элла Мартыновна (пятиборье, метание копья, прыжки в длину)         | ??.07.1939 |                                 | Москва         | «Динамо»                            |                                                     |
| 3        | Артамонов Григорий Николаевич (пятиборье, метание копья, прыжки в длину) | ??.07.1939 | ??.??.1909 — ??.??.????         | Харьков        | «Локомотив»                         | (снято в мае 1941 года; восстановлено в 1950-е гг.) |
| 4        | Головкин Пётр Алексеевич (бег, прыжки в длину)                           | ??.07.1939 |                                 | Москва         | ЦДКА                                |                                                     |
| 5        | Дьячков Владимир Михайлович (барьер, шест, высота)                       | ??.07.1939 |                                 | Москва         | ЦДКА                                |                                                     |
| 6        | Канаки Александр Спиридонович (бег, молот)                               | ??.07.1939 |                                 | Киев           | РККА                                |                                                     |
| 7        | Овсянников Николай Александрович (бег)                                   | ??.07.1939 | ??.??.1902 — ??.??.????         | Москва         | РККА                                |                                                     |
| 8        | Романов Владимир Константинович (высота)                                 | ??.07.1939 |                                 | Киев           | РККА                                |                                                     |
| 1940 год |                                                                          |            |                                 |                |                                     |                                                     |
| 1        | Андреев Виктор Александрович                                             | ??.07.1940 | ??.??.1908 — ??.??.????         | Москва         | ГЦОЛИФК                             |                                                     |
| 2        | Дьячков Борис Михайлович (бег с барьерами)                               | ??.07.1940 |                                 | Тбилиси        |                                     |                                                     |
| 3        | Марков Дмитрий Петрович (ядро)                                           | ??.07.1940 |                                 | Москва         | ГЦОЛИФК                             |                                                     |
| 1942 год |                                                                          |            |                                 |                |                                     |                                                     |
| 1        | Алексеев Виктор Ильич (копье)                                            | 18.06.1942 |                                 | Ленинград      | «Зенит»                             |                                                     |
| 2        | Денисов Николай Николаевич (бег)                                         | 18.06.1942 |                                 | Москва         | «Пищевик»                           |                                                     |
| 3        | Егорова Евгения Николаевна (бег)                                         | 18.06.1942 |                                 | Москва         | «Спартак»                           |                                                     |
| 4        | Копылов Николай Вениаминович (марафон)                                   | 18.06.1942 |                                 | Москва         | ЦДКА                                |                                                     |
| 5        | Пугачёвский Александр Александрович (бег)                                | 18.06.1942 |                                 | Москва         | «Динамо»                            | 156                                                 |
| 6        | Романова Зоя Георгиевна (шест)                                           | 18.06.1942 |                                 | Москва         | «Динамо»                            |                                                     |
| 7        | Ванин Феодосий Карпович (бег)                                            | 23.09.1942 |                                 | Москва         | ЦДКА                                |                                                     |
| 8        | Борисов Александр Иванович (тройной)                                     | ??.11.1942 |                                 |                |                                     | 173                                                 |
| 8        | Колокольцев Михаил Вениаминович (бег)                                    | ??.11.1942 |                                 |                |                                     |                                                     |
| 1943 год |                                                                          |            |                                 |                |                                     |                                                     |
| 1        | Ермолаев Григорий Павлович (бег)                                         | 23.02.1943 |                                 |                |                                     | 189                                                 |
| 2        | Иванькович Моисей Моисеевич (бег)                                        | 23.02.1943 |                                 |                |                                     |                                                     |
| 3        | Митропольский Леонид Александрович (диск, ядро)                          | 17.07.1943 |                                 |                |                                     |                                                     |
| 4        | Семёнов Александр Семенович (бег)                                        | 17.07.1943 | ??.??.1891 — ??.??.1968         |                |                                     |                                                     |
| 5        | Ганекер Галина Трофимовна (высота)                                       | 12.11.1943 |                                 | Баку           |                                     | 243                                                 |
| 6        | Емельянова Клавдия Михайловна (бег)                                      | 12.11.1943 |                                 | Свердловск     |                                     |                                                     |
| 7        | Думбадзе Нина Яковлевна (диск)                                           | ??.??.1943 |                                 |                |                                     |                                                     |
| 1944 год |                                                                          |            |                                 |                |                                     |                                                     |
| 1        | Васильева Евдокия Михайловна (бег)                                       | 14.07.1944 |                                 |                |                                     |                                                     |
| 2        | Аксельрод Соломон Львович (бег)                                          | 14.07.1944 | ??.??.1897 — 17.07.1978         |                |                                     |                                                     |
| 1945 год |                                                                          |            |                                 |                |                                     |                                                     |
| 1        | Васильев Георгий Васильевич                                              | 10.10.1945 | 23.10.1906 — ??.11.1953         | Ленинград      |                                     |                                                     |
| 2        | Москвин Пётр Павлович (бег)                                              | 10.10.1945 |                                 | Ашхабад        |                                     |                                                     |
| 3        | Синицкий Зосима Петрович (бег)                                           | 10.10.1945 |                                 | Ленинград      |                                     |                                                     |
| 1946 год |                                                                          |            |                                 |                |                                     |                                                     |
| 1        | Севрюкова Татьяна Никитична (ядро)                                       | ??.??.1946 |                                 | Москва         | «Спартак»                           |                                                     |
| 2        | Кузнецов Сергей Ильич (десятиборье, длина)                               | ??.??.1946 |                                 | Москва         | ЦДКА                                |                                                     |
| 3        | Шахова Ольга Леонидовна (высота)                                         | ??.??.1946 | ??.??.1908 — ??.??.????         | Ленинград      |                                     |                                                     |
| 4        | Выставкин Николай Иванович (молот, диск)                                 | 23.07.1946 |                                 | Черновцы       | Красная Армия                       |                                                     |
| 5        | Поликарпов Василий Петрович (длина)                                      | 23.07.1946 |                                 | Москва         | «Локомотив»                         |                                                     |
| 6        | Гокиели Елена Степановна (барьер)                                        | 23.07.1946 |                                 | Тбилиси        | «Динамо»                            |                                                     |
| 7        | Шехтель Александр Яковлевич (ядро)                                       | 23.07.1946 |                                 | Ленинград      | «Буревестник»                       |                                                     |
| 8        | Карпова, Татьяна М (копье)                                               | 23.07.1946 |                                 | Иваново        | «Медик»                             |                                                     |
| 9        | Ратов Павел Васильевич                                                   | ??.??.1946 |                                 |                |                                     |                                                     |
| 10       | Жуков Пётр Иванович                                                      | ??.??.1946 | ??.??.1905 — ??.??.????         | Москва         | ЦНИИФК                              |                                                     |
| 11       | Анисимов Иван Никифорович (барьер)                                       | ??.??.1946 |                                 |                |                                     |                                                     |
| 12       | Тер-Ованесян Арам Аветисович (диск)                                      | ??.??.1946 |                                 |                |                                     |                                                     |
| 1947 год |                                                                          |            |                                 |                |                                     |                                                     |
| 1        | Годин Михаил Петрович (бег)                                              | ??.??.1947 | ??.??.1890 — ??.??.????         | Москва         | ЦДКА                                |                                                     |
| 2        | Маючая (Лаптева) Клавдия Яковлевна (копье)                               | 26.04.1947 |                                 |                |                                     |                                                     |
| 3        | Максимов Алексей Кузьмич (бег)                                           | ??.??.1947 |                                 |                |                                     |                                                     |
| 4        | Потанин Иван Ксенофонтович (бег)                                         | ??.??.1947 |                                 |                |                                     |                                                     |
| 5        | Маракуев Владимир Михайлович                                             | ??.??.1947 | ??.??.???? — ??.??.1985         |                |                                     |                                                     |
| 6        | Борисов Андрей Иванович                                                  | ??.??.1947 | ??.??.1893 — ??.??.????         |                |                                     |                                                     |
| 7        | Летова-Косарева, Валентина Ивановна (бег)                                | ??.??.1947 |                                 | Москва         | «Крылья Советов»                    |                                                     |
| 8        | Стариков Виктор Павлович (бег)                                           | ??.07.1947 | ??.??.1898 — ??.??.197?         | Харьков        | «Большевик»                         |                                                     |
| 9        | Раевский Гавриил Леонидович (шест)                                       | ??.08.1947 |                                 | Харьков        | «Динамо»                            |                                                     |
| 10       | Сеченова Евгения Ивановна (бег)                                          | ??.11.1947 |                                 | Москва         | «Динамо»                            |                                                     |
| 11       | Каракулов Николай Захарович (бег)                                        | ??.11.1947 |                                 | Москва         | «Динамо»                            |                                                     |
| 12       | Степанчонок Иван Андреевич (десятиборье, барьер)                         | ??.12.1947 |                                 | Москва         | «Динамо»                            |                                                     |
| 13       | Овсянникова Ольга Васильевна (бег)                                       | ??.12.1947 | ??.??.1916 — ??.??.1992         | Москва         | «Труд»                              |                                                     |
| 14       | Якушенко, Александр А.                                                   | ??.12.1947 | ??.??.???? — ??.??.????         | Москва         | «Локомотив»                         |                                                     |
| 15       | Петров, Николай В.                                                       | ??.12.1947 | ??.??.???? — ??.??.????         | Москва         | «Локомотив»                         |                                                     |
| 16       | Львов Борис Николаевич                                                   | ??.12.1947 | 23.12.1902 — 14.07.1985         | Москва         | «Спартак»                           |                                                     |
| 17       | Рохлин Эдмунд Исидорович (высота)                                        | ??.12.1947 |                                 | Ленинград      | Советская Армия                     |                                                     |
| 18       | Мушкина Анна Петровна (бег)                                              | ??.12.1947 | ??.??.1913 — ??.??.1999         | Москва         | «Спартак»                           |                                                     |
| 19       | Орлова Тамара Сергеевна (бег)                                            | ??.12.1947 | 27.12.1908 — 30.10.1978         | Ленинград      | «Труд»                              |                                                     |
| 20       | Либкинд Лев Соломонович (бег)                                            | ??.??.1947 | ??.??.1911 — ??.??.2007         | Москва         | «Динамо»                            |                                                     |
| 1948 год |                                                                          |            |                                 |                |                                     |                                                     |
| 1        | Соха Василий Кондратьевич (бег)                                          | ??.01.1948 | ??.??.1912 — ??.??.????         | Харьков        |                                     |                                                     |
| 2        | Бусыгин Константин Алексеевич                                            | ??.01.1948 | ??.??.1900 — ??.??.????         | Киев           | Республиканский комитет физкультуры |                                                     |
| 3        | Спиридонова Анфиса Ивановна (бег)                                        | ??.??.1948 | ??.??.1905 — ??.??.????         | Рубцовск       | «Торпедо»                           |                                                     |
| 4        | Зимин Анатолий Иванович (бег)                                            | ??.03.1948 | ??.??.1918(?1917) — ??.??.2006, | Москва         | ЦДКА                                |                                                     |
| 5        | Пржевальский Станислав Иванович (бег с препятствиями)                    | ??.07.1948 |                                 | Москва         | ЦДКА                                |                                                     |
| 6        | Андреева Анна Семёновна (ядро)                                           | 05.08.1948 |                                 | Москва         | «Динамо»                            |                                                     |
| 7        | Петрова-Поваляева Мария Федоровна                                        | 05.08.1948 | ??.??.1910 — ??.??.1990         | Москва         | «Динамо»                            |                                                     |
| 8        | Пижурина Вера Иосифовна (бег)                                            | 05.08.1948 |                                 | Москва         | «Динамо»                            |                                                     |
| 9        | Чудина Александра Георгиевна (бег, высота)                               | 05.08.1948 |                                 | Москва         | «Динамо»                            |                                                     |
| 10       | Никифоров Григорий Исаевич (бег)                                         | ??.11.1948 |                                 | Ленинград      | «Большевик»                         |                                                     |
| 11       | Взоров Борис Николаевич (шест)                                           | ??.11.1948 | ??.??.1900 — ??.??.1958         | Ленинград      | «Большевик»                         |                                                     |
| 12       | Меерович Григорий Михайлович (бег)                                       | ??.11.1948 |                                 | Ленинград      | «Большевик»                         |                                                     |
| 13       | Данилов, Александр В.                                                    | ??.11.1948 | ??.??.???? — ??.??.????         | Киев           | «Большевик»                         |                                                     |
| 14       | Фокина-Щелокова Валентина Константиновна (бег)                           | ??.11.1948 | 24.03.1920                      | Горький        | «Торпедо»                           |                                                     |
| 15       | Лаушкин Алексей Андреевич (бег)                                          | ??.11.1948 |                                 | Москва         | «Крылья Советов»                    |                                                     |
| 1949 год |                                                                          |            |                                 |                |                                     |                                                     |
| 1        | Гордиенко Василий Иванович (марафон)                                     | ??.11.1949 | ??.??.1914 — ??.??.????         | Ленинград      | «Большевик»                         |                                                     |
| 1950 год |                                                                          |            |                                 |                |                                     |                                                     |
| 1        | Пунько Яков Иванович (марафон)                                           | ??.02.1950 | ??.??.1915 — ??.??.1984         | Ленинград      | Вооруженные Силы                    |                                                     |
| 2        | Адаменко Екатерина Захаровна (бег)                                       | ??.02.1950 | ??.??.???? — ??.??.????         | Киев           | «Наука»                             |                                                     |
| 3        | Папков Исай Михайлович (ходьба)                                          | ??.06.1950 | ??.??.1915 — ??.??.1994         | Баку           | «Спартак»                           |                                                     |
| 4        | Зелтыньш Петерис Индрикович (ходьба)                                     | ??.07.1950 | ??.??.1914 — ??.??.1994         | Криевциямс     | «Динамо»                            |                                                     |
| 5        | Лиепаскалнс Адольф Карпович (бег)                                        | ??.07.1950 | ??.??.1910 — ??.??.1972         | Апский район   | «Даугава»                           |                                                     |
| 6        | Денисенко Пётр Иванович (барьер, шест)                                   | 27.07.1950 |                                 | Киев           | «Локомотив»                         | 724                                                 |
| 7        | Пожидаев, Иван Семёнович (бег)                                           | ??.07.1950 |                                 | Ленинград      | «Локомотив»                         |                                                     |
| 8        | Попов Никифор Герасимович (бег)                                          | ??.07.1950 |                                 | Москва         | Советская Армия                     |                                                     |
| 9        | Точёнова Клавдия Александровна (ядро)                                    | ??.??.1950 |                                 |                |                                     |                                                     |
| 10       | Горяинов Дмитрий Васильевич (ядро)                                       | ??.??.1950 |                                 |                |                                     |                                                     |
| 1951 год |                                                                          |            |                                 |                |                                     |                                                     |
| 1        | Казанцев Владимир Дмитриевич (бег)                                       | ??.07.1951 |                                 | Москва         | «Динамо»                            |                                                     |
| 2        | Степанов Пётр Сергеевич (бег с препятствиями)                            | ??.12.1951 |                                 | Москва         | Советская Армия                     |                                                     |
| 3        | Щербаков Леонид Михайлович (тройной)                                     | ??.12.1951 |                                 | Москва         | «Динамо»                            |                                                     |
| 4        | Анокина Людмила Григорьевна (копье)                                      | ??.12.1951 |                                 | Ленинград      | «Искра»                             |                                                     |
| 5        | Буланчик Евгений Никитич (барьер)                                        | ??.10.1951 |                                 | Киев           | «Искра»                             |                                                     |
| 6        | Сухарев Владимир Георгиевич (бег)                                        | ??.??.1951 |                                 | Москва         | «Динамо»                            |                                                     |
| 7        | Волков Владимир Васильевич (длина, десятиборье)                          | ??.??.1951 |                                 | Москва         | «Динамо»                            |                                                     |
| 1952 год |                                                                          |            |                                 |                |                                     |                                                     |
| 1        | Ромашкова-Пономарева Нина Аполлоновна (диск)                             | ??.08.1952 |                                 | Москва         | Советская Армия                     |                                                     |
| 2        | Зыбина Галина Ивановна (ядро, диск)                                      | ??.08.1952 |                                 | Ленинград      | «Зенит»                             |                                                     |
| 3        | Литуев Юрий Николаевич (барьер)                                          | ??.??.1952 |                                 |                |                                     |                                                     |
| 4        | Ануфриев Александр Александрович (бег)                                   | ??.??.1952 |                                 |                |                                     |                                                     |
| 5        | Антушев Иван Николаевич (тройной)                                        | ??.??.1952 | 02.12.1904 — ??.09.1999         |                |                                     |                                                     |
| 6        | Москаченков Яков Захарович (марафон)                                     | ??.??.1952 | ??.??.1916 — ??.??.1992         |                |                                     |                                                     |
| 7        | Басенко (Зайцева) Анна Васильевна (марафон)                              | ??.??.1952 | ??.??.???? — ??.??.????         |                |                                     |                                                     |
| 1953 год |                                                                          |            |                                 |                |                                     |                                                     |
| 1        | Двалишвили (Хныкина) Надежда Павловна (бег)                              | ??.10.1953 |                                 | Тбилиси        | «Динамо»                            |                                                     |
| 2        | Откаленко-Плетнева Нина Григорьевна (бег)                                | ??.10.1953 |                                 | Киев           | Советская Армия                     |                                                     |
| 3        | Игнатьев Ардалион Васильевич (бег)                                       | ??.08.1953 |                                 |                |                                     |                                                     |
| 4        | Кузнецов Владимир Васильевич (копье)                                     | ??.08.1953 |                                 |                |                                     |                                                     |
| 1954 год |                                                                          |            |                                 |                |                                     |                                                     |
| 1        | Голубничая Мария Васильевна (барьер)                                     | ??.06.1954 |                                 | Москва         | «Искра»                             |                                                     |
| 2        | Смирницкая Наталья Васильевна (копье)                                    | ??.06.1954 |                                 | Ленинград      | «Зенит»                             |                                                     |
| 3        | Гришаев Борис Андреевич (марафон)                                        | ??.09.1954 |                                 | Москва         | «Динамо»                            |                                                     |
| 4        | Куц Владимир Петрович (бег)                                              | ??.09.1954 |                                 | Ленинград      | Советская Армия                     |                                                     |
| 5        | Ухов Владимир Васильевич (ходьба)                                        | ??.09.1954 |                                 | Ленинград      | «Искра»                             |                                                     |
| 6        | Кривоносов Михаил Петрович (молот)                                       | ??.09.1954 |                                 | Минск          | «Искра»                             |                                                     |
| 7        | Юлин Анатолий Иванович (барьер)                                          | ??.09.1954 |                                 | Минск          | «Спартак»                           |                                                     |
| 8        | Филин Иван Ильич (марафон)                                               | ??.09.1954 |                                 | Сталиногорск   | «Шахтер»                            |                                                     |
| 1955 год |                                                                          |            |                                 |                |                                     |                                                     |
| 1        | Григалка Отто Янович (ядро)                                              | ??.12.1955 |                                 | Москва         | «Динамо»                            |                                                     |
| 2        | Кузнецов Василий Дмитриевич (десятиборье)                                | ??.12.1955 |                                 | Москва         | «Буревестник»                       |                                                     |
| 1956 год |                                                                          |            |                                 |                |                                     |                                                     |
| 1        | Юнк Бруно Петрович (ходьба)                                              | ??.07.1956 |                                 | Таллин         | «Динамо»                            |                                                     |
| 1957 год |                                                                          |            |                                 |                |                                     |                                                     |
| 1        | Бартенев Леонид Владимирович (бег)                                       | ??.02.1957 |                                 | Киев           | «Буревестник»                       |                                                     |
| 2        | Кашкаров Игорь Алексеевич (высота)                                       | ??.02.1957 |                                 | Москва         | «Буревестник»                       |                                                     |
| 3        | Коняева Надежда Ефимовна (копье)                                         | ??.02.1957 |                                 | Киев           | «Буревестник»                       |                                                     |
| 4        | Коновалов Юрий Семёнович (бег)                                           | ??.02.1957 |                                 | Баку           | «Нефтяник»                          |                                                     |
| 5        | Маскинсков Евгений Иванович (ходьба)                                     | ??.02.1957 |                                 |                | Советская Армия                     |                                                     |
| 6        | Микенас Антанас Казевич (ходьба)                                         | ??.02.1957 |                                 | Вильнюс        | «Спартак»                           |                                                     |
| 7        | Спирин Леонид Васильевич (ходьба)                                        | ??.02.1957 |                                 | Москва         | «Металлург»                         |                                                     |
| 8        | Токарев Борис Сергеевич (бег)                                            | ??.02.1957 |                                 |                | Советская Армия                     |                                                     |
| 9        | Тышкевич Тамара Андреевна (ядро)                                         | ??.02.1957 |                                 | Ленинград      | «Зенит»                             |                                                     |
| 10       | Цыбуленко Виктор Сергеевич (копье)                                       | ??.02.1957 |                                 | Киев           | Советская Армия                     |                                                     |
| 11       | Яунземе Инесе Вилисовна (копье)                                          | ??.02.1957 |                                 | Рига           | «Динамо»                            |                                                     |
| 12       | Лобастов Сергей Андрианович (ходьба)                                     | ??.12.1957 |                                 | Москва         | Советская Армия                     |                                                     |
| 13       | Санадзе Леван Георгиевич (бег)                                           | ??.??.1957 |                                 |                |                                     |                                                     |
| 14       | Степанов Юрий Николаевич (высота)                                        | ??.??.1957 |                                 | Ленинград      |                                     |                                                     |
| 1958 год |                                                                          |            |                                 |                |                                     |                                                     |
| 1        | Быстрова-Долженкова Галина Петровна (барьер)                             | ??.11.1958 |                                 | Горький        | «Буревестник»                       |                                                     |
| 2        | Крепкина Вера Самойловна (бег)                                           | ??.??.1958 |                                 | Киев           | «Локомотив»                         |                                                     |
| 3        | Попов Сергей Константинович (марафон)                                    | ??.??.1958 |                                 | Ленинград      | «Локомотив»                         |                                                     |
| 1959 год |                                                                          |            |                                 |                |                                     |                                                     |
| 1        | Ченчик Таисия Филипповна (высота)                                        | ??.08.1959 |                                 | Челябинск      | «Буревестник»                       |                                                     |
| 2        | Каледене Бируте Викторовна (копье)                                       | ??.08.1959 |                                 | Каунас         | «Жальгирис»                         |                                                     |
| 3        | Булатов Владимир Георгиевич (шест)                                       | ??.08.1959 |                                 | Минск          | «Спартак»                           |                                                     |
| 1960 год |                                                                          |            |                                 |                |                                     |                                                     |
| 1        | Ржищин Семён Иванович (бег с препятствиями)                              | ??.01.1960 |                                 | Москва         | ЦСКА                                |                                                     |
| 2        | Болотников Пётр Григорьевич (бег)                                        | ??.01.1960 |                                 | Москва         | «Спартак»                           |                                                     |
| 3        | Голубничий Владимир Степанович (ходьба)                                  | ??.09.1960 |                                 | Сумы           | «Спартак»                           |                                                     |
| 4        | Озолина Эльвира Анатольевна (копье)                                      | ??.09.1960 |                                 | Ленинград      | «Буревестник»                       |                                                     |
| 5        | Пресс Ирина Натановна (барьер)                                           | ??.09.1960 |                                 | Ленинград      | «Динамо»                            |                                                     |
| 6        | Пресс Тамара Натановна (ядро, диск)                                      | ??.09.1960 |                                 | Ленинград      | «Труд»                              |                                                     |
| 7        | Руденков Василий Васильевич (молот)                                      | ??.09.1960 |                                 | Москва         | «Динамо»                            |                                                     |
| 8        | Шавлакадзе Роберт Михайлович (высота)                                    | ??.09.1960 | ??.??.1933 — ??.??.2020         | Тбилиси        | «Динамо»                            |                                                     |
| 9        | Лысенко (Шевцова) Людмила Ивановна (бег)                                 | ??.09.1960 |                                 | Днепропетровск | «Авангард»                          |                                                     |
| 10       | Десятчиков Алексей Степанович (бег)                                      | ??.09.1960 |                                 | Москва         | Советская Армия                     |                                                     |
| 11       | Тер-Ованесян, Игорь Арамович (длина)                                     | ??.09.1960 |                                 | Львов          | «Буревестник»                       |                                                     |
| 12       | Иткина Мария Леонтьевна (бег)                                            | ??.??.1960 | ??.??.1932 — ??.??.2020         | Минск          | «Динамо»                            |                                                     |
| 1961 год |                                                                          |            |                                 |                |                                     |                                                     |
| 1        | Брумель Валерий Николаевич (высота)                                      | ??.07.1961 |                                 | Москва         | «Буревестник»                       |                                                     |
| 1963 год |                                                                          |            |                                 |                |                                     |                                                     |
| 1        | Михайлов Анатолий Аркадьевич (барьер)                                    | ??.07.1963 |                                 | Ленинград      | «Труд»                              |                                                     |
| 2        | Попова Галина Михайловна (бег)                                           | ??.07.1963 | ??.??.1932                      | Ленинград      | «Буревестник»                       |                                                     |
| 3        | Щелканова Татьяна Сергеевна (длина)                                      | ??.07.1963 |                                 | Ленинград      | «Буревестник»                       |                                                     |

## 1964
- Клим, Ромуальд Иосифович (молот)
- Горчакова, Елена Егоровна (копье)

## 1965
- Лусис, Янис Вольдемарович (копье)
- Креер, Витольд Анатольевич (тройной)
- Липп, Хейно Юлиусович (ядро)
- Косанов, Гусман Ситтыкович (бег)
- Близнецов, Геннадий Алексеевич (шест)
- Ведяков, Анатолий Степанович (ходьба)
- Иванов, Леонид (бег) 1937
- Озолин, Эдвин Сигизмундович (бег)
- Политико, Николай Иванович (бег)
- Соколов, Николай Николаевич (бег с препятствиями)
- Туяков, Амин Елемисович (бег) 1937[77]

## 1966
- Анисимов, Василий Иванович (бег с барьерами)

## 1968
- Виноградова, Нина Игнатьевна (многоборье)
- Горяев, Владимир Михайлович (тройной)
- Лунёв, Тимофей Тимофеевич (барьер)
- Санеев, Виктор Данилович (тройной)
- Смага, Николай Яковлевич (ходьба)
- Трусенёв, Владимир Иванович (диск)

## 1969
- Чижова, Надежда Владимировна (ядро)
- Скоморохов, Вячеслав Семёнович (барьер)

## 1970
- Борзов, Валерий Филиппович (бег)

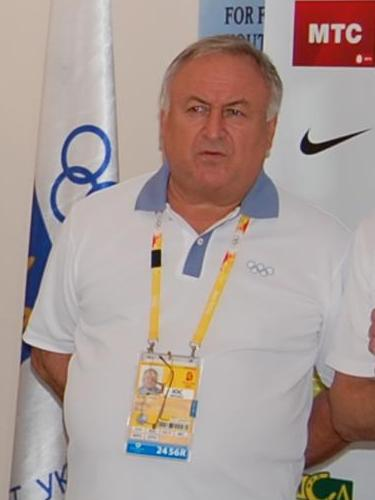
Валерий Борзов

- Гаврилов, Валентин Александрович (высота)
- Братчиков, Александр Сергеевич (бег)
- Самотёсова, Людмила Ивановна (бег)
- Пярнакиви, Хуберт (бег)

## 1971
- Мельник (Велева), Фаина Григорьевна (диск)
- Солдатенко, Вениамин Васильевич (ходьба)
- Аржанов, Евгений Александрович (бег)
- Попкова, Вера Ивановна (бег)

## 1972
- Авилов, Николай Викторович (десятиборье)
- Бондарчук, Анатолий Павлович (молот)
- Брагина, Людмила Ивановна (бег)
- Литвиненко, Леонид Дмитриевич (десятиборье)
- Сабайте, Ниёле Антановна (бег)
- Тармак, Юри Аадувич (высота)
- Тихомирова, Валентина Николаевна (пятиборье)

## 1974
- Большов, Виктор Павлович (высота)

## 1975
- Подлужный, Валерий Васильевич (длина)
- Ткаченко, Надежда Владимировна (пятиборье)
- Шапка, Кестутис Альбертович (высота)

## 1976
- Казанкина, Татьяна Васильевна (бег)
- Седых, Юрий Георгиевич (молот)

## 1977
- Спиридонов, Алексей Сергеевич (молот)

## 1978
- Михеева (Анисимова), Вера Васильевна (бег)
- Бардаускене, Вильгельмина (длина)
- Гребенюк, Александр Васильевич (десятиборье)
- Зеленцова, Татьяна Петровна (барьер)
- Кондратьева, Людмила Андреевна (бег)
- Маслакова (Жаркова), Людмила Ильинична (бег)
- Мосеев, Леонид Николаевич (марафон)
- Провидохина, Татьяна Петровна (бег)
- Романова, Гиана Александровна (бег)
- Сторожкова, Людмила Васильевна (бег) 19.11.1955
- Трофименко, Владимир Иванович (шест)
- Ульмасова, Светлана Викторовна (бег)
- Ященко, Владимир Ильич (высота)

## 1980
- Аксинин, Александр Тимофеевич (бег)
- Валюлис, Ремигиюс Витаутович (бег)
- Гойщик, Татьяна Геннадьевна (бег)
- Зюськова, Нина Анатольевна (бег)
- Колпакова, Татьяна Алексеевна (длина)
- Киселёв, Владимир Викторович (ядро)
- Комисова, Вера Яковлевна (бег)
- Кула, Дайнис Элмарович (копье)
- Линге, Михаил Иннокентьевич (бег)
- Маркин, Виктор Фёдорович (бег)
- Муравьёв, Владимир Павлович (бег)
- Назарова, Ирина Викторовна (бег)
- Олизаренко, Надежда Фёдоровна (бег)
- Прокофьев, Андрей Васильевич (бег)
- Пророченко, Татьяна Васильевна (бег)
- Ращупкин, Виктор Иванович (диск)
- Сидоров, Николай Александрович (бег)
- Уудмяэ, Яак Яакович (тройной)
- Чернецкий, Николай Николаевич (бег)

## 1981
- Анисимова (Полубоярова), Татьяна Михайловна (бег с барьерами)
- Веселкова, Людмила Павловна (бег)
- Волков, Константин Юрьевич (шест)
- Джуманазаров, Сатымкул (марафон)
- Сорокина, Тамара Александровна (бег)

## 1982
- Костецкая (Двирна), Ольга Ивановна (бег)
- Крупский, Александр Константинович (шест)
- Минеева, Ольга Павловна (бег)
- Соколов, Сергей Владимирович (бег)

## 1984
- Авдеенко, Геннадий Валентинович (высота)
- Бубка, Сергей Назарович (шест)
- Литвинов, Сергей Николаевич (молот)
- Быкова, Тамара Владимировна (высота)

## 1985
- Абрамов, Валерий Александрович (бег)
- Грачёва, Наталья Николаевна (семиборье)
- Фесенко (Грунь), Екатерина Алексеевна (барьер)
- Дегтярёв, Григорий Григорьевич (десятиборье)
- Евгеньев, Александр Анатольевич (бег)
- Иванова, Зоя Александровна (марафон)
- Каснаускас, Сергей Алексеевич (ядро)
- Лисовская, Наталья Венедиктовна (ядро)
- Ловачёв, Сергей Владимирович (бег)
- Пинигина, Мария Джумабаевна (бег)
- Подъяловская, Ирина Борисовна (бег)
- Проценко, Олег Валерьевич (тройной)
- Раллдугина, Надежда Никифоровна (бег)
- Середа, Валерий Викторович (высота)
- Степанова (Макеева), Марина Ивановна (барьер)
- Семыкин, Константин Иосифович (длина)

## 1986
- Тамм, Юри Аугустович (молот)
- Бондаренко-Кренцер, Ольга Петровна (бег)

## 1987
- Брызгина (Владыкина), Ольга Аркадьевна (бег)
- Крылов, Владимир Валентинович (бег)
- Паклин, Игорь Васильевич (высота)
- Доровских (Самоленко, Хамитова), Татьяна Владимировна (бег)
- Страхова, Ирина Борисовна (ходьба)
- Убартас, Ромас Ионович (диск)
- Щенников, Михаил Анатольевич (ходьба)
- Эммиян, Роберт Жирайрович (длина)

## 1988
- Брызгин, Виктор Аркадьевич (бег)
- Иваненко, Вячеслав Иванович (ходьба)
- Криштоп, Ольга Фёдоровна (ходьба)
- Ледовская, Татьяна Михайловна (бег)
- Назарова, Ольга Владимировна (бег)
- Савин, Виталий Анатольевич (бег)
- Трощило, Александр Дмитриевич (бег)

## 1989
- Гатауллин, Родион Аксанович (шест)
- Гуськова, Светлана (бег)
- Чистякова, Галина Валентиновна (длина)

## 1990
- Бочкарёва, Ирина Робертовна (бег)
- Волошин, Леонид Анатольевич (длина)
- Перлов, Андрей Борисович (ходьба)

## 1991
- Астапкович, Игорь Вячеславович (молот)
- Джигалова, Людмила Станиславовна (бег)
- Иванова, Алина Петровна (ходьба)
- Лапшин, Игорь Олегович (тройной)
- Мальчугина, Галина Вячеславовна (бег)
- Нурутдинова, Лилия Фоатовна (бег)
- Окороков, Владимир Павлович ?-1992 (бег)
- Поташёв, Александр Анатольевич (ходьба)
- Романова, Елена Николаевна (бег)
- Свиридов, Николай Иванович (бег)
- Соломин, Анатолий Васильевич 2.7.1952 (ходьба)
- Толстиков, Яков Григорьевич (марафон)

## 1992
- Абдувалиев, Андрей Хакимович (молот)
- Егорова, Валентина Михайловна (марафон)
- Кравец, Инесса Николаевна (прыжки в длину)
- Кривелёва, Светлана Владимировна (ядро)
- Николаева, Елена Николаевна (ходьба)
- Рогачёва, Людмила Васильевна (бег)
- Рузина, Елена Ивановна (бег)
- Тарасов, Максим Владимирович (шест)
- Чернова, Людмила Александровна (бег)
- Шиколенко, Наталья Ивановна (копье)
- Шмонина, Марина Константиновна (бег)
- Энквист (Нарожиленко, Леонова), Людмила (барьер)

## неизв
- Верхошанская (Багрянцева), Елизавета Петровна (диск)
- Беглякова, Ирина Анатольевна (диск)
- Бураков, Виктор Владимирович (бег) (??? было ли присвоено)
- Думчев, Юрий Эдуардович (диск) (? мсмк на 88, 90-92)
- Ивченко, Евгений Михайлович (ходьба)
- Кудинский, Виктор Владимирович 17.06.1942 — 18.08.2005 (бег с барьерами) (? 68)[78]

## Паралимпийцы
- Шепель, Олег Александрович[исп.] (инвалид, бег) 1967[79] (? 88 или позже)
- Панькова, Тамара Андреевна[исп.] (инвалид, бег) 1951[80] (? 88 или позже)
- Калмыков, Вадим Владимирович[укр.] 15.4.1964 (инвалид, высота, длина, тройной, пятиборье)[81][82] (? 88 или позже)
- Мохир, Александр Иванович[исп.] 25.11.1957 (инвалид, бег, копье)[83] (? 88 или позже)
- Гирнюс, Витаутас[лит.] (инвалид, копье) (? 88 или позже)
- Журавлёва, Раиса Гордеевна[исп.] (инвалид, бег, пятиборье) 1.1.1955 (1988)[84]
- Рябоштан, Виктор (инвалид, бег) (? 88 или позже)
- Севостьянов, Сергей Александрович (инвалид, бег) (? 92 или позже)
- Баталова, Рима Акбердиновна (инвалид, бег) 1.1.1964 (? 92 или позже)
- Сивакова, Тамара Васильевна (инвалид, ядро, диск) 1965 (? 92 или позже)